# Hyalinoecia branchiata
Hyalinoecia branchiata är en ringmaskart som beskrevs av Treadwell 1934. Hyalinoecia branchiata ingår i släktet Hyalinoecia och familjen Onuphidae. Inga underarter finns listade i Catalogue of Life.